# 배자루마디

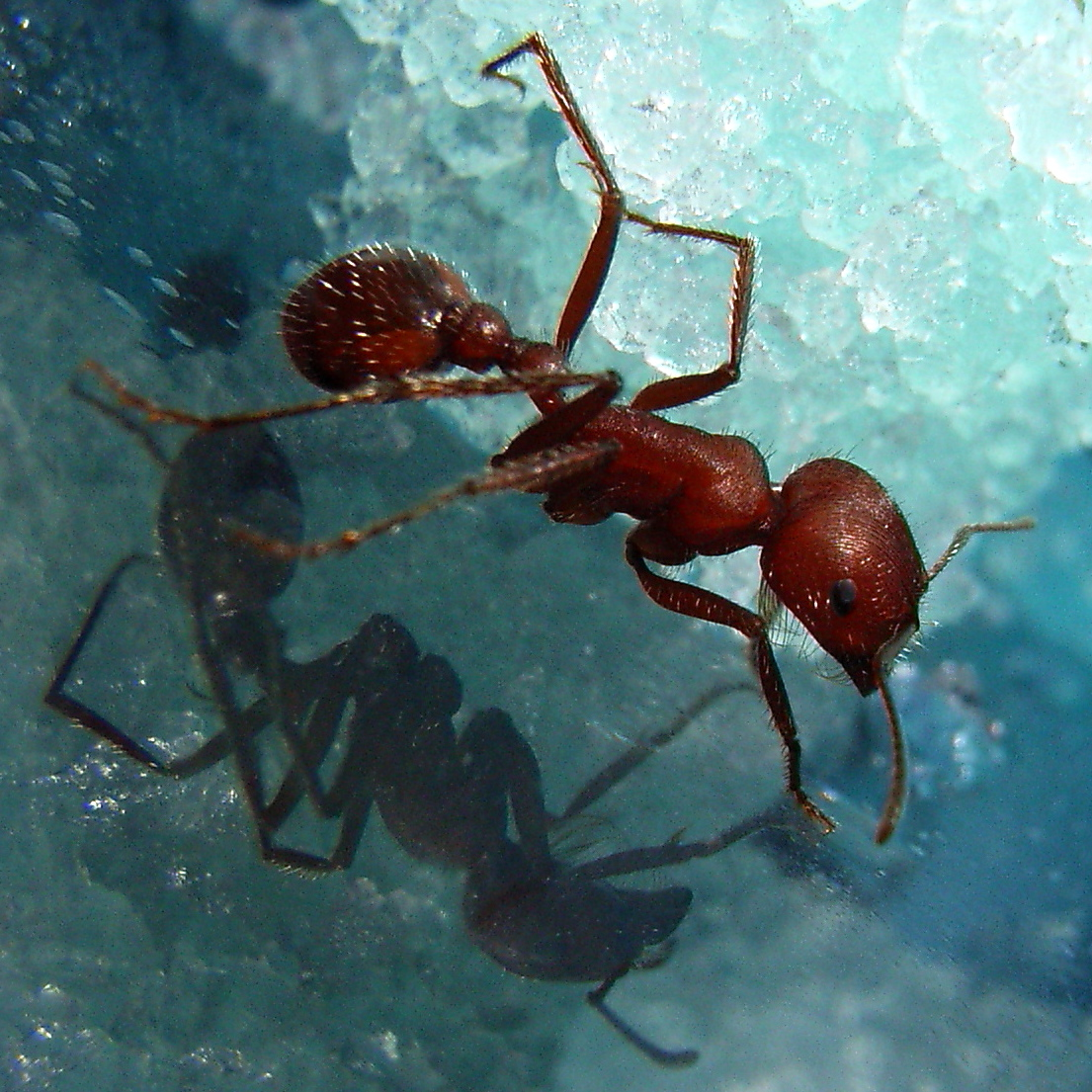
배와 가슴 사이의 불룩한 두개의 혹이 배자루마디이다.

배자루마디(영어: petiole)는 말벌상과중에서 주로 개미과에 나타나는 배와 가슴 사이의 혹으로, 주로 개미에게 사용되나 다른 곤충이 이와 비슷한 기관을 가지고 있으면 그것 역시 배자루마디라고 부른다.